# Otto Rudolf von Wülcknitz
Otto Rudolf Baron von Wülcknitz (* um 1794 in Lanke; † 1866 in Montreux) war ein preußischer Kammergerichtsrat und Grundbesitzer.

## Leben
Seine Eltern waren der Kammerherr Heinrich Otto von Wülcknitz, Erbherr auf Lanke, und dessen Ehefrau Clara Ernestine von Rüling (1769–1827). Er erhielt Unterricht u. a. von Immanuel Bekker, der auf Vermittlung Friedrich Schleiermachers von 1808 bis 1810 Hauslehrer bei Familie Wülcknitz war. Ab 1812 absolvierte er ein Jurastudium in Berlin und war Mitglied der Landsmannschaft Marchia, 1814 in Halle und 1815 in Jena, wo er nicht immatrikuliert war aber Mitgründer der Burschenschaft und Kandidat des Vorsteherkollegiums wurde. Dann begann er als Assessor am Oberlandesgericht in Glogau. Später wurde er Kammergerichtsrat in Berlin. 1836 pachtete er das Gut Hoppenrade, nachdem er das Gut Hohentturm, das er ein Jahr zuvor von der Familie Rüling geerbt hatte, verkauft hatte. 1856 wurde Hoppenrade sein freier Besitz, den er aber bereits 1860 an den Kammerherrn und Erbmundschenk von Vorpommern, Hellmuth von Heyden-Linden, verkaufte. Wülcknitz beteiligte sich eine Zeitlang an Baugründungen in Berlin. Er erwarb bis 1862 Abschnitte der Andreasstraße und ließ sie bebauen. Bis 1863 gehörten ihm die Grundstücke 13–16 der Andreasstraße und bis 1865 nur noch die beiden Grundstücke nördlich der Trasse der Lange Straße. Er war da bereits in die Schweiz gegangen, wo er 1866 in Montreux starb.

## Familie
1824 heiratete er Henriette Sophie Rosalie von Arnstedt (* 1792; † 1861 in Heiligendamm bei Bad Doberan). Das Paar hatte mindestens zwei Töchter, die Tochter Klara (1826–1850) und die Tochter Rosalie Hedwig Cölestine (um 1830–1861), die 1856 den preußischen Major und Rat im Kriegsministerium, Friedrich Wilhelm Carl Gebhard von Blücher, heiratete.